# État juif
Cet article traite de la notion d’État juif ; pour le livre de Theodor Herzl, voir Der Judenstaat ; pour les entités actuelles, voir Israël et Oblast autonome juif.

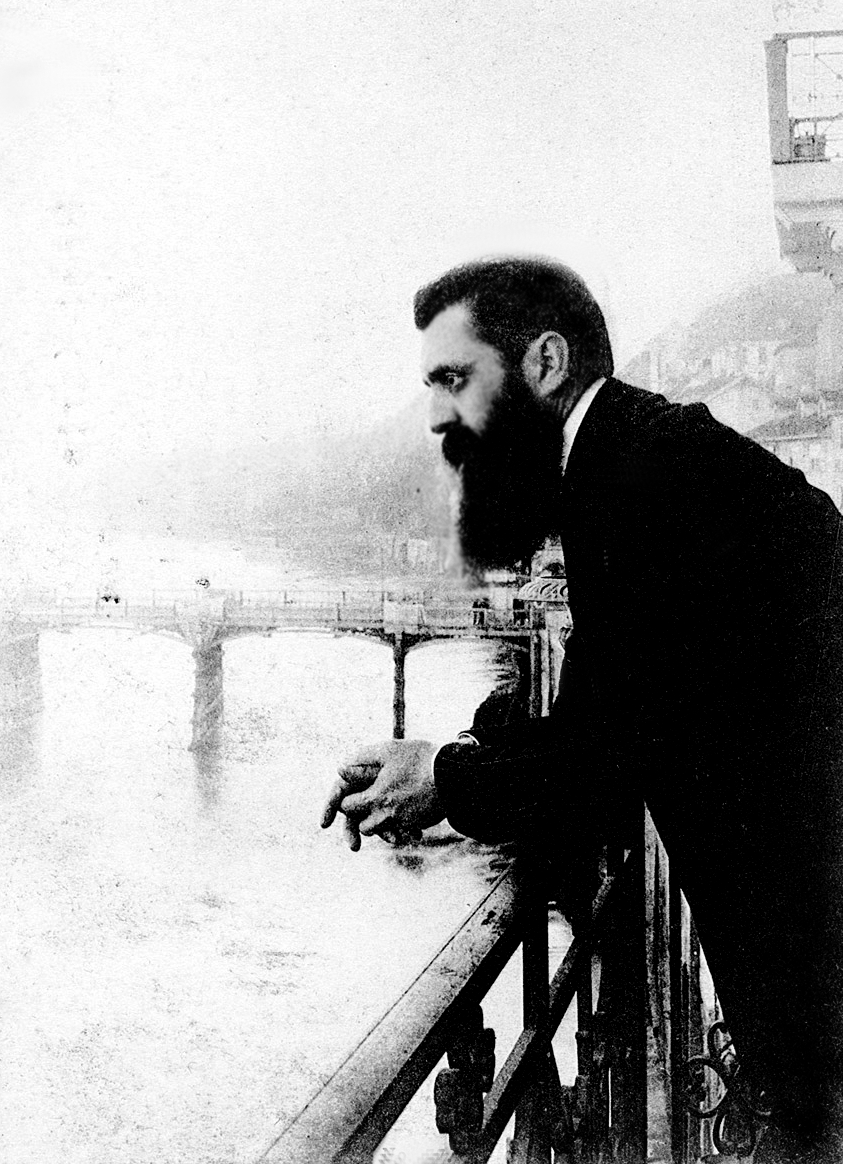
Theodor Herzl se penchant sur le balcon de l'hôtel des Trois Rois à Bâle, en Suisse, peut-être lors de la sixième conférence sioniste.

L’État juif est le terme utilisé par l'ONU dans sa résolution du 29 novembre 1947 pour désigner un des deux États à créer en Palestine, terme repris par l'État d'Israël pour se qualifier dans sa déclaration d’indépendance, l'autre étant l'État arabe.
Cette notion se traduit au niveau symbolique par la date apposée sur la déclaration même (le 5 iyar 5708 du calendrier hébraïque et non le 14 mai 1948 du calendrier grégorien) et, au niveau pratique, par de nombreuses institutions et lois dont celle du retour, votée par la Knesset le 5 juillet 1950 et énonçant que « Tout Juif a le droit de venir dans ce pays en tant que oleh ».
Elle a suscité de nombreux débats internes et externes à la société israélienne. Dans les premières décennies suivant la création de l’État d’Israël et du fait de la complexité du fait juif, la question s’est posée de savoir si l’« État juif » devait être un État laïc dont les membres se trouvent être d’ascendance juive ou un État dont la constitution se conformerait aux prescriptions du judaïsme. Plus récemment et dans un autre contexte, la notion est réapparue lors des négociations entre Israéliens et Palestiniens, avec pour enjeu la reconnaissance par ces derniers du droit pour les Juifs de résider sur cette aire géographique parce que Juifs, puis en 2018 lors de la discussion de la loi Israël, État-nation du peuple juif.

## Fondation du sionisme: Der Judenstaat

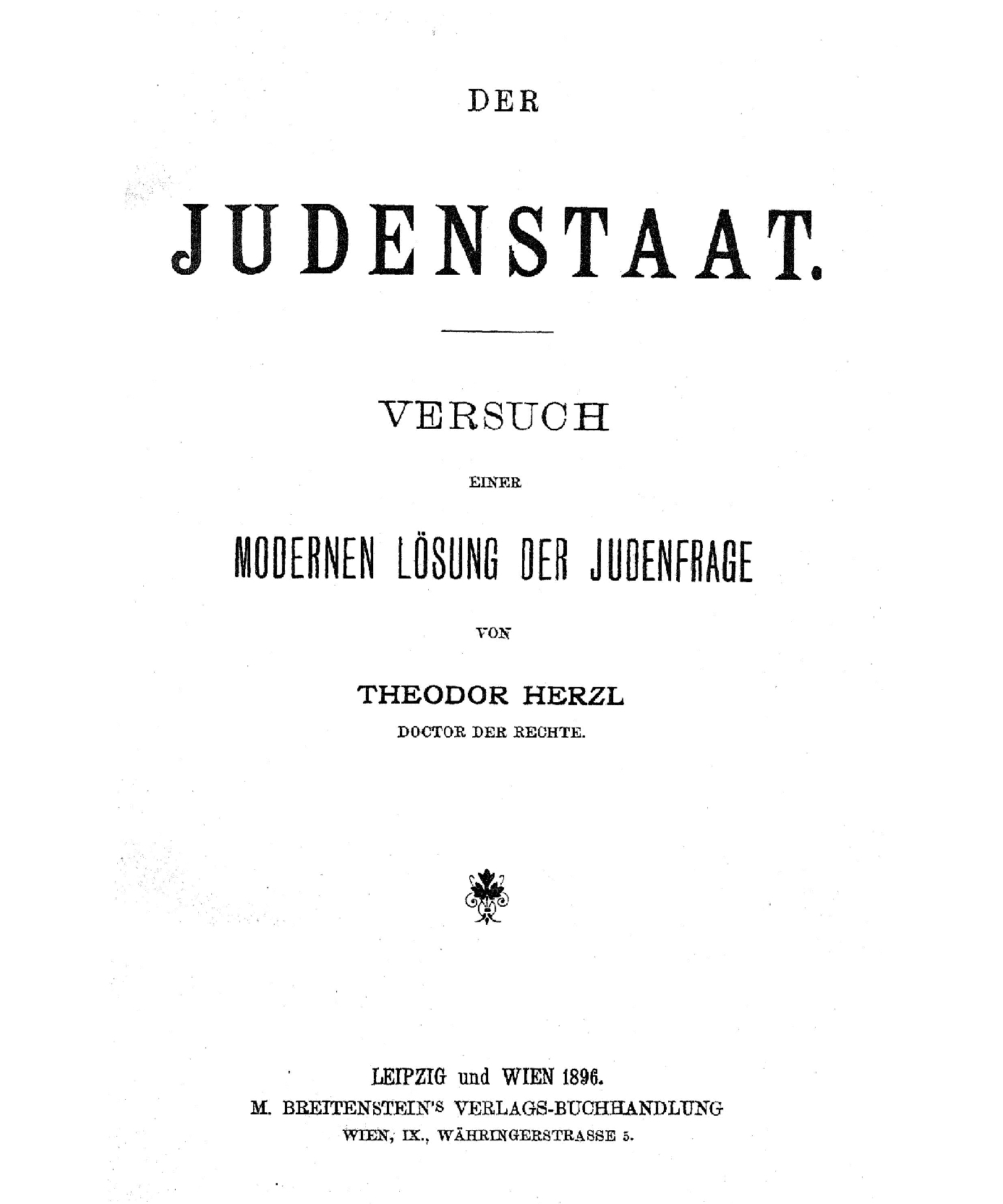
Page de garde du livre Der Judenstaat de Théodor Herzl.

En 1896, Théodor Herzl publie un ouvrage souvent considéré comme fondateur du sionisme et intitulé Der Judenstaat. Traduit en français, ce titre aurait dû devenir L'État des Juifs mais Herzl semble lui avoir préféré celui de L'État juif et il est également traduit par The Jewish State en anglais.

## Fondation de l'État d'Israël comme État juif
Dès la fin du XIXe siècle, un courant important au sein des communautés juives mondiales, le sionisme, revendique l'auto-détermination et la fondation d'un État juif en Palestine. En 1917, les Britanniques, par l'intermédiaire de la Déclaration Balfour annoncent leur soutien officiel au projet. Ils sont suivis en 1923 par la Société des Nations qui leur donne un mandat en Palestine pour y favoriser l'immigration juive et la mise en place d'un « foyer national juif ».
La population arabe de Palestine s'oppose toutefois à ce projet avec une violence croissante qui finit par le mettre en péril à la veille de la Seconde Guerre mondiale avec la proclamation du Livre blanc de 1939 qui limite drastiquement l'immigration juive et qui promet la création d'un État arabe indépendant avant 10 ans. En réponse, en 1941, lors de la Conférence de Biltmore, le mouvement sioniste réclame un État sur toute la Palestine.
À la suite du drame de la Shoah au cours de la Seconde Guerre mondiale et de la révolte juive en Palestine où les Juifs entrent en insurrection contre les Britanniques qui finissent par abandonner leur Mandat, l'ONU vote le 29 novembre 1947 le Plan de partage de la Palestine qui demande la création d'un État juif et d'un État arabe tout en faisant de Jérusalem et de ses environs un corpus separatum sous juridiction internationale.
Le 14 mai 1948, le Mandat britannique s'achève officiellement et Israël déclare son indépendance pour proclamer la naissance de « l'État juif dans le pays d'Israël, qui portera le nom d'État d'Israël ». La déclaration d'indépendance ne définit toutefois pas en quoi consiste un État juif ni quelles seront ses frontières et n'a pas valeur de loi fondamentale pour l'État d'Israël.

## Proclamation de l'État d'Israël comme État-nation du peuple juif
Le 19 juillet 2018, le Parlement israélien a adopté une loi proclamant Israël comme « État-nation du peuple juif », avec l'hébreu comme seule langue officielle et Jérusalem unifiée comme capitale. Les implantations juives sur le territoire israélien sont considérées comme relevant de l'intérêt national.

## Définitions de l'État juif
Pour Theodor Herzl, l'État des Juifs est un État pour les Juifs : « Les Juifs qui le veulent auront leur État ». Il rejette absolument l'idée de théocratie : « Finirons-nous par avoir une théocratie ? Non, vraiment. La foi nous unit, la science nous donne la liberté. […] Nous garderons nos prêtres dans l'enceinte de leurs temples de même que nous garderons notre armée professionnelle dans l'enceinte de ses casernes ».
Le caractère juif de l'État d'Israël est fondé sur deux types de lois : le droit de tout Juif à s'établir en Israël (loi du Retour) et l'adoption, par l'État d'Israël, de lois permettant le respect des prescriptions religieuses. Ainsi, le Dictionnaire encyclopédique du judaisme définit le caractère juif de l'État d'Israël : « On promulgua des lois qui garantissaient le respect des lois alimentaires, l'observance du chabbat et des fêtes religieuses dans tous les secteurs de la vie publique. Le jour du chabbat et les jours de fête, le travail ne peut continuer que dans les usines, les industries et les services qui touchent à la santé et à la sécurité […]. Les tribunaux rabbiniques exercent une juridiction exclusive dans le domaine du statut personnel des individus, mariage et divorce étant réglés par la Halakha pour la population juive. […] Du point de vue civile et religieux, et par rapport à la loi du retour, on définit par principe mais de manière équivoque le statut de Juif en se référant à la Halakha : est donc juif toute personne née de mère juive ou convertie au judaïsme. […] Un système d'éducation religieuse reconnue par l'étatisme et régi par les règles de l'orthodoxie cohabite avec le système scolaire national. […] »
Ces deux faces du caractère juif de l'État d'Israël se retrouvent en tout ou partie dans les définitions qu'en ont données quelques ouvrages :
- Pour Élie Barnavi, le « rassemblement des exilés » qui marque les premières années de l'État d'Israël (et qui est acté par la Loi du retour) est « conforme […] à la raison d'être de l'État "juif" »[10].
- L'encyclopédie Larousse définit ainsi l'État juif[11] : « Dès le départ, Israël s'est défini comme un État juif, devant donc assurer, à travers ses institutions, un projet de vie collective juive. Même si le contenu précis de cette identité nationale n'a jamais été clairement déterminé, le caractère juif de l'État impliquait que le droit de la famille et l'espace public étaient partiellement régis par une législation d'origine religieuse. D'où l'adoption d'une série de lois réglementant le respect du shabbat, la distribution de nourriture kasher dans les cantines publiques, l'élevage et la commercialisation de porc… et attribuant la gestion des mariages et des divorces aux seules autorités religieuses […].
 Deux mouvements contradictoires traversent la société israélienne amenant les uns à prôner un État selon la Torah et les autres à se faire les avocats d'un Israël post-sioniste. Entre les deux pôles il existe toutefois un vaste conglomérat « centriste » de personnes attachées à la nature hybride de l'État d'Israël comme État juif et démocratique. La bipartition politique de la société israélienne (en particulier autour de la question déterminante du processus de paix) entretient une polarisation croissante entre un courant « normalisateur » (regroupant les laïcs de toute obédience) et un courant « identitariste » (allant des ultraorthodoxes aux traditionalistes). »
- L'Encyclopedia Britannica définit l'État juif dans la continuité de l'ancien royaume de Judée[12] : « L'État d'Israël est le premier État juif depuis deux millénaires. Il symbolise pour les Juifs la restauration de leur patrie après la dispersion de plusieurs siècles qui avait suivi la chute du royaume hérodien au Ier siècle de l'ère commune. En tant que tel, il reste un foyer d'une large immigration juive et plus d'un tiers de la population juive mondiale y vit aujourd'hui. »
- Quant à Raymond Aron, il évoque un point de référence pour les Juifs du monde entier, quelle que soit leur foi : « Israël est un État juif qui a une signification particulière pour le destin collectif des Juifs : Sur le plan de l'histoire profane, l'État d'Israël représente pour tous les Juifs un grand événement. Il ne peut pas ne pas éveiller en nous tous de sentiments forts. Un Juif, même s'il a perdu la foi, ne peut pas être indifférent au destin d'Israël. »[13].

## Le débat dans la communauté internationale

### Le vote de 1947
Le partage et la création des deux États (État juif, État arabe et zone de Jérusalem sous administration internationale), furent votés par l'Assemblée générale des Nations unies par 33 voix pour et 13 contre, avec 10 abstentions.
Ont voté pour :
États-Unis d’Amérique, Australie, Belgique, Bolivie, Brésil, République socialiste soviétique de Biélorussie, Canada, Costa Rica, Danemark, République dominicaine, Équateur, France, Guatemala, Haïti, Islande, Libéria, Luxembourg, Pays-Bas, Nouvelle-Zélande, Nicaragua, Norvège, Panama, Paraguay, Pérou, Philippines, République populaire de Pologne, Suède, Tchécoslovaquie, République socialiste soviétique d’Ukraine, Union sud-africaine, URSS, Uruguay et Venezuela.
Ont voté contre :
Afghanistan, Arabie saoudite, Cuba, Égypte, Empire d'Éthiopie, Grèce, Inde, Iran, Irak, Liban, Pakistan, Syrie, Turquie, et Yémen.
Se sont abstenus :
Argentine, Chili, Chine, Colombie, Salvador, Honduras, Mexique, Royaume-Uni, Yougoslavie.

### Le débat lié aux négociations israélo-palestiniennes
Le 12 octobre 2010 le gouvernement israélien s'est prononcé en faveur d'un projet de loi qui exigerait en cas d'adoption que tout candidat à la citoyenneté israélienne promette loyauté « à l'État juif et démocratique d'Israël ». Simultanément, le gouvernement israélien exige comme condition préalable à la reprise des négociations de paix, que les Palestiniens reconnaissent Israël, comme « État juif ». Cela amène les différentes diplomaties s'engageant dans la résolution du conflit israélo-palestinien à se prononcer sur le sujet.
Ainsi pour Alain Juppé, ministre français des Affaires étrangères, « la mention d’un “État juif” peut poser problème » car il y a des Arabes en Israël et que notre vision des États « ne se réfère pas à l’appartenance à une religion ». Alain Juppé ajoute, deux jours plus tard : « La France a une position très claire qui rejoint évidemment celle de l’Espagne et de l’ensemble de nos partenaires européens : c’est qu’il n’y aura pas de solution au conflit du Proche-Orient sans reconnaissance de deux États-nations pour deux peuples. L’État-nation d’Israël pour le peuple juif, l’État-nation de Palestine pour le peuple palestinien ». Cette déclaration est saluée en Israël comme un tournant positif de la diplomatie française. Selon des officiels israéliens, la responsable de la politique étrangère européenne, Catherine Ashton est, elle, catégoriquement opposée à toute mention d'Israël en tant qu'État juif. Elle serait suivie dans cette voie par la Grande-Bretagne, Irlande, l'Espagne, le Portugal, la Belgique, la Slovénie, l’Autriche et le Luxembourg. En revanche, cette notion serait acceptée par l'Allemagne, le Danemark, les Pays-Bas, l'Italie, la Roumanie, la Pologne et la République tchèque.
Cette position est critiquée par certains Israéliens souvent d'extrême-gauche comme Shlomo Sand et Uri Avnery et en France par Alain Gresh et la Ligue des droits de l'Homme sur trois points :
1. Shlomo Sand considère que cette définition ethno-religieuse de l'État d'Israël n'est pas acceptable car « le principe de l’État juif tend à signifier que celui-ci est, avant tout, l’apanage historique des communautés juives dans le monde. Il suffit, en effet, qu’un Juif foule du pied le sol de l’État d’Israël pour bénéficier automatiquement du droit d’en devenir citoyen »[21],[Note 2]. Pour Alain Gresh[22], si la France acceptait cette définition ethnique et religieuse de l'État d’Israël, pourrait-elle continuer à critiquer, comme elle le fait le gouvernement hongrois qui souhaite faire de la Hongrie l’État-nation des seuls Hongrois ou bien les nationalistes Serbes qui souhaitent faire de la Serbie l’État-nation des Serbes au risque de délégitimer les minorités croate et hongroise de Serbie[23].
2. Pour Uri Avnery, le concept de nation juive est « vague » : « Quel pays représente l’ambassadeur juif du Royaume-Uni en Israël ? »[24].
3. La Ligue des droits de l'Homme craint que cela soit prétexte à un renouveau de l’antisémitisme[25]

Si les États-Unis poussent pour la reconnaissance d'Israël comme État juif, d'autres membres européens du Quartet s'opposent à cette notion d'État juif ainsi, le ministre des Affaires étrangères russe, Sergueï Lavrov a refusé de faire figurer dans le communiqué la notion d'Israël comme « État juif et démocratique ».
Selon Le Canard enchaîné, en septembre 2011, à son retour de l’Assemblée générale de l’ONU, le président français, souhaitant clarifier la position du gouvernement français, aurait déclaré : « Il est ridicule de parler d’un État juif. Ce serait comme dire que ce tableau est catholique. Il y a deux millions d’Arabes, en Israël ». Plus officiellement, le président français Nicolas Sarkozy, interrogé lors d'une interview en octobre 2011 sur l'exigence d'Israël d'être reconnu comme un État juif, a répondu : « Je défends l'idée de deux États nations. Un État juif n'a pas de signification parce qu'un État n'est pas juif ou catholique. État du peuple juif, c'est une discussion qu'on peut avoir, mais État juif, ça n'a pas beaucoup de sens ». Au sein de l'opposition socialiste, la position semble moins claire. Si Martine Aubry a fait des déclarations négatives quant au caractère juif d’Israël, François Hollande, lui, ne s'est pas exprimé sur le sujet.

### Position des pays arabes
Comme il est indiqué plus haut, tous les pays arabes représentés à l'ONU en 1947 ont voté contre le plan de partage de la Palestine et donc contre la création de l'État juif. Il s'agit de l'Arabie saoudite, de l'Égypte, de l'Irak, du Liban, de la Syrie et du Yémen.

#### Autorité palestinienne
Selon MEMRI repris par des organes de presse, le président de l'Autorité palestinienne, Mahmoud Abbas aurait déclaré le 23 octobre 2011 : « Je ne reconnaîtrai jamais la judaïté de l'État [d'Israël] et ne reconnaîtrai jamais un État juif ».

## Le débat interne à la communauté juive
L’ambigüité du terme Judenstaat nourrit un débat permanent en Israël sur le caractère de l’État : doit-il être un État juif, fondé sur la Bible, la loi et la culture juive, promouvant le judaïsme dans l’éducation, appliquant l’observance de la cacheroute et du shabbat et dont la culture serait juive, ou bien l’État des Juifs, semblable à la plupart des autres États, strictement laïc mais avec cette particularité qu’il garantirait un asile aux Juifs, quel que soit leur degré d’observance religieuse ou d’affiliation culturelle ? Ce débat reflète une division historique dans le sionisme et parmi les citoyens juifs d’Israël, composé d’une large frange de laïcs, de minorités traditionnelles ou orthodoxes et d’une grande majorité située à mi-chemin de ces deux pôles.
Le sionisme laïc, qui est le courant historiquement dominant et celui auquel adhérait Theodor Herzl, s’enracine dans le concept des Juifs en tant que peuple, et dans celui de la loi internationale telle que bâtie sur l’auto-détermination des peuples à travers la structure de nation-État.
Une partie de la communauté juive qui ne se reconnaît pas dans les thèses sionistes, estime que l'État d'Israël doit abandonner son caractère spécifiquement juif et mettre tous ses citoyens sur un pied d'égalité, quelles que soient leurs origines ethniques ou religieuses.
Une autre raison en faveur du caractère juif de l'État d'Israël était d’avoir un État où les Juifs n’auraient rien à craindre de l’antisémitisme et pourraient vivre en paix, bien qu’une telle raison ne soit pas obligatoire pour le droit à l’auto-détermination et dès lors subsidiaire dans la pensée sioniste laïque.
Les sionistes religieux, qui considèrent que les croyances religieuses et les pratiques traditionnelles sont centrales dans la notion de peuple juif, considèrent que l’assimilation à une « nation [laïque] comme une autre » serait une oxymore, qui nuirait au peuple juif plus qu’elle ne l’aiderait. Leur but serait donc d’établir ce qu’ils considéreraient comme un « authentique commonwealth juif » qui préserverait et encouragerait l’héritage juif.
Établissant une analogie avec les Juifs de la diaspora qui se sont assimilés dans d’autres cultures et ont abandonné la culture juive, de gré ou de force, les sionistes religieux soutiennent que la laïcisation d’Israël, qui revient à restaurer l'ancien pays de Canaan, ouvrirait la voie à l’assimilation en masse des Juifs aux Arabes du Proche-Orient, et signerait l’anathème de ce qu’ils considèrent comme les aspirations nationales juives. Le sionisme étant enraciné dans le concept des Juifs comme nation, ils considèrent qu’Israël a le devoir de promouvoir le judaïsme, d’être le centre de la culture juive et de sa population, voire le seul représentant légitime des Juifs dans le monde.